# Leontína
Leontína, też: Ľudmila – jaskinia w Krasie Słowacko-Węgierskim w południowo-wschodniej Słowacji.

## Położenie
Jaskinia znajduje się w granicach administracyjnych wsi Slavec w powiecie Rożniawa, w jej południowej części, zwanej Gombasek. Leży w dolinie rzeki Slaná, u pd.-wsch. podnóży Płaskowyżu Pleszywskiego. Otwór wejściowy do jaskini znajduje się na poziomie najniższego piętra wyrobisk wielkiego gombaseckiego kamieniołomu (słow. Veľkolom Gombasek).

## Historia
Do końca l. 70. XIX w. o jaskini nie było żadnej pewnej wzmianki w literaturze ani nie wiedzieli o niej tutejsi mieszkańcy. Dla nauki odkryli ją w dniach 21-28 września 1880 r. Karl Siegmeth, óczesny wiceprezes Sekcji Wschodniokarpackiej Węgierskiego Towarzystwa Karpackiego i A. Schlosser z Rożniawy przy pomocy miejscowych górników, poprzez odgruzowanie wejścia, zawalonego głazami. Informację o jaskini podał K. Siegmeth już w październiku 1880 r. w czasopiśmie “Zipser Bote”. Powtórzył ją w wydanym jeszcze w tym samym roku swoim przewodniku po tej części ówczesnych Węgier, lokując jaskinię u wsch. podnóży Płaskowyżu Pleszywskiego, naprzeciwko huty grafa Emanuela Andrassy'ego.
W 1957 r. jaskinię badał czeski speleoarcheolog Juraj Bárta. Wkrótce potem (prawdopodobnie w r. 1958) jej otwór uległ zasypaniu na skutek działalności kamieniołomu i jaskinia przez długi czas uchodziła za bezpowrotnie zniszczoną. Jako taką podawał ją m. in. przewodnik turystyczny „Slovenský kras” z 1989 r. Na szczęście jej otwór udało się odnaleźć, a obszerny opis jaskini wraz z planami opublikowano w 2006 r.
Jaskinia jest interesującym stanowiskiem archeologicznym. Była zamieszkana już w neolicie przez przedstawicieli kultury bukowogórskiej, w późnej epoce brązu przez lud kultury kyjatyckiej, a w późnym okresie epoki żelaza przez Celtów. W jaskini odkrywcy znaleźli ślady bytności człowieka również w czasach historycznych.

## Nazwa
Po odkryciu jaskini K. Siegmeth nazwał ją Jaskinią Leontyny (niem. Leontinenhöhle) – na cześć małżonki współodkrywcy, A. Schlossera, i tak nazywał ją w swych publikacjach. Na wydanej w tym czasie austriackiej wojskowej mapie topograficznej tzw. trzeciego mapowania (z lat 1876-84) prawdopodobnie przez pomyłkę jaskinia otrzymała nazwę Ľudmila, która następnie na dłuższy czas utrwaliła się w użyciu. Występowała powszechnie w literaturze co najmniej aż po lata 90. XX w., używał jej m. in. autor popularnych przewodników turystycznych po tym terenie, Jozef Ďurček.  W XX w. różni autorzy podawali dla jaskini również inne nazwy: Gombasecká jaskyňa, Jaskyňa pri Gombaseku czy Plešivská jaskyňa.

## Charakterystyka
Horyzontalne części jaskini leżą na wysokości średnio 12–15 m ponad dnem doliny. Długość korytarzy jaskini wynosi 231 m, jednak jej komory zaskakują wielkością: średnica końcowej sali wynosi ok. 30 m. Stropy pomieszczeń są wyrównane. W gliniastych osadach na dnie korytarzy znaleziono okruchy skał niekrasowych. Jaskinia przedstawia typ jaskini fosylnej. Jest pochodzenia fluwialnego. Stanowi fragment systemu jaskiniowego, co do którego nie jest jasne, czy powstał na skutek działalności wód autochtonicznych, czy też jako podziemna gałąź Slany w procesie jej wrzynania się w podłoże.